# Barbara Kathmann
Barbara Catharina Kathmann (Rotterdam, 12 mei 1978) is een Nederlands bestuurder en politica van de PvdA. Sinds 31 maart 2021 is zij lid van de Tweede Kamer der Staten-Generaal. Van 5 juli 2018 tot 13 februari 2021 was zij wethouder van de gemeente Rotterdam.

## Jeugd en carrière
Kathmann groeide op in de Rotterdamse wijk Spangen als dochter van een architect en een verpleegkundige. Ze heeft een oudere broer en een oudere zus. Kathmann ging naar het vwo aan het Rotterdamsch Lyceum van 1990 tot 1997 en studeerde rechten aan de Universiteit Utrecht. In 1999 werd ze accountmanager bij het Bureau voor Management Ondersteuning in Zeist en begon ze aan dezelfde universiteit aan de studie geschiedenis van internationale betrekkingen, die ze in 2007 zou afronden.
In 2004 ging ze werken bij de pragmatisch idealistische omroep LLiNK, die in het daaropvolgende jaar begon uit te zenden. Kathmann was daar eindredacteur, presentatrice en correspondente. Ze begon daarnaast te werken als voice-over. In 2010 stopte de omroep met uitzenden.
In 2010 richtte Kathmann samen met haar vriend de Stichting Jarige Job op. Ze was twee jaar directeur bij de stichting, die pakketten met benodigdheden om een verjaardag te houden doneert aan arme kinderen. Ook was zij van 2010 tot 2011 werkzaam als journalist bij CCCP in Amsterdam, een televisie- en reclamebureau. Van 2012 tot 2018 was Kathmann eerst projectleider en later directeur van de Giovanni van Bronckhorst Foundation, die een onderwijsprogramma met sport aanbiedt aan kinderen in groep 7 en 8.

## Politiek

### Gemeente Rotterdam
Bij de gemeenteraadsverkiezingen in 2014 was Kathmann de tweede kandidaat van de Partij van de Arbeid in Rotterdam. Ze kwam in de gemeenteraad en werd vicefractievoorzitter. Haar specialisaties waren duurzaamheid en mobiliteit. In 2018 was ze de lijsttrekker van haar partij in Rotterdam. Ze voerde campagne op het verkleinen van de ongelijkheid door het creëren van banen en werd PvdA-fractievoorzitter in de raad.
In juli 2018 werd Kathmann wethouder van Rotterdam met in haar portefeuille economie, wijken en kleine kernen. Ook was ze bij de Zuid-Hollandse Provinciale Statenverkiezingen 2019 de 41e kandidaat van de PvdA. Als wethouder was Kathmann verantwoordelijk voor het voorbereiden van de veerdienst van Hoek van Holland voor een mogelijke Brexit zonder deal. Daarnaast begon ze een pilot, waarin ongeveer 90 winkelpanden omgebouwd werden tot huizen om de leegstand tegen te gaan. Om diezelfde reden richtte ze een taskforce op met als doel het aantal winkelgebieden te verminderen en andere te verkleinen. Tijdens de coronapandemie kondigde ze samen met de wethouder van financiën aan dat ondernemers en zzp'ers het betalen van lokale belastingen konden uitstellen. Ook was Kathmann betrokken bij het plan van Rotterdam om de economie te stimuleren. In dat plan zaten een omscholingsprogramma en een zevental bouwprojecten met een bedrag van €233 miljoen om groen aan de stad toe te voegen.
Bij de gemeenteraadsverkiezingen in 2022 was ze in Rotterdam een van de lijstduwers van de PvdA.

### Tweede Kamer
Kathmann stopte per 13 februari 2021 als wethouder van Rotterdam. Ze stond zevende op de kandidatenlijst van de Partij van de Arbeid voor de Tweede Kamerverkiezingen 2021 en ontving 4.780 voorkeurstemmen. Sinds 31 maart 2021 is zij lid van de Tweede Kamer der Staten-Generaal. Kathmann kreeg de portefeuille veiligheid, justitie en binnenlandse zaken. Haar portefeuille veranderde later in sociale zaken, werkgelegenheid, economische zaken en klimaat en ze is lid van de vaste commissies voor Binnenlandse Zaken, Digitale Zaken, Justitie en Veiligheid, Koninkrijksrelaties en Rijksuitgaven, alsook de parlementaire enquêtecommissie aardgaswinning Groningen. Ook is Kathmann fractiesecretaris.
In 2022 schreef ze met Kati Piri een opiniestuk waarin ze stelden dat bedrijven verslaafd waren aan arbeidsmigranten. Volgens de twee moest dit worden aangepakt door middel van hogere lonen en het aanpakken van overtredingen van de arbeidswetten. Ook was Kathmann mede-indiener van een amendement om het schuldsaneringstraject te verkorten van drie naar anderhalf jaar. Een meerderheid van de Tweede Kamer steunde het voorstel. In 2023 zette ze een initiatiefwetsvoorstel van de PvdA uit 2017 door om een recht op onbereikbaarheid voor werknemers in te voeren. Ze betoogde dat zorgen over kortetermijncontracten ertoe kunnen leiden dat werknemers reageren op werkgerelateerde berichten buiten werktijden. Om rekening te houden met beroepen waarbij op noodgevallen moet worden gereageerd stelde ze geen absoluut recht voor. In plaats daarvan zouden werkgevers gedwongen worden om afspraken te maken met werknemers. Daarnaast verdedigde Kathmann met succes een wetsvoorstel in de Eerste Kamer om het maandelijks minimumloon door een uurloon te vervangen samen met Senna Maatoug (GroenLinks). Het maandelijks minimumloon had als gevolg dat fulltime werknemers met 36 en 40 wekelijkse werkuren hetzelfde salaris ontvingen.

## Privéleven
Kathmann is getrouwd en heeft drie zonen. Ze ontmoette haar man tijdens haar jeugd op de hockeyclub.
Laura Bromet · Julian Bushoff · Glimina Chakor · Geert Gabriëls · Marleen Haage · Daniëlle Hirsch · Habtamu de Hoop · Barbara Kathmann · Jesse Klaver · Suzanne Kröger · Esmah Lahlah · Tom van der Lee · Mohammed Mohandis · Songül Mutluer · Jimme Nordkamp · Mariëtte Patijn · Anita Pijpelink · Kati Piri · Elke Slagt · Luc Stultiens · Joris Thijssen · Frans Timmermans · Mikal Tseggai · Lisa Westerveld · Raoul White
- Parlement.com: vle4bdsi1qcy